# Hans-Jürgen Benedict
Hans-Jürgen Benedict (* 1941 in Hamburg) ist ein deutscher evangelisch-lutherischer Theologe, Friedensforscher, Autor und emeritierter Hochschullehrer für Diakoniewissenschaft.

## Leben
Hans-Jürgen Benedict studierte Evangelische Theologie an den Universitäten Hamburg, Heidelberg, Tübingen und Marburg. Nach seinem Examen war er als Wissenschaftlicher Assistent bei Hans-Eckehard Bahr an der Ruhr-Universität Bochum tätig. 1967/68 korrespondierte er mit Hannah Arendt; der Briefwechsel wurde 2008 veröffentlicht. Im Jahr 1972 wurde er in Bochum mit einer Dissertation über Das christliche Friedenszeugnis in der Weltpolitik: eine Fallstudie über die politische Verantwortung des Oekumenischen Rates der Kirchen während des Korea-Krieges zum Dr. theol. promoviert.

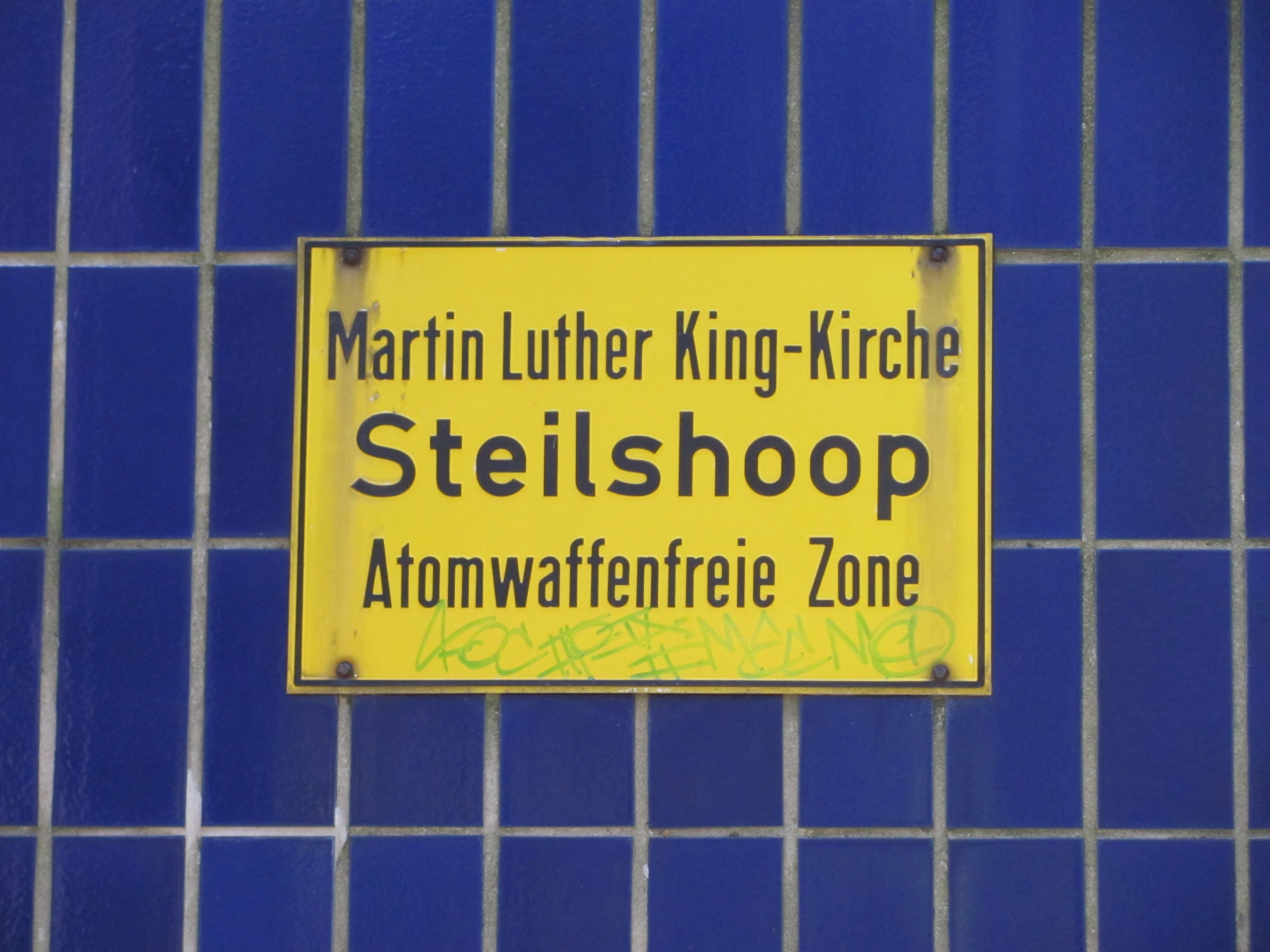
Schild aus der Amtszeit von Hans-Jürgen Benedict an der Martin-Luther-King-Kirche

1977/78 hatte er eine Vertretungsprofessur an der Universität Hamburg inne. Von 1979 bis 1981 war er Pfarrer in Recklinghausen. 1981 kam er als Pastor an die Martin-Luther-King-Kirche in Hamburg-Steilshoop. Die Gemeinde, von Anfang an in dem problembeladenen Neubaugebiet sozial-diakonisch vorbildlich aktiv, wurde zu einem Zentrum der Anti-Atom- und Friedensbewegung.
Als Nachfolger von Ulfrid Kleinert, mit dem er in den 1980er Jahren (Anti-)Brokdorf-Gottesdienste veranstaltet hatte, erhielt er im Jahr 1991 die Berufung zum Professor für diakonische Theologie an der Evangelischen Hochschule für Soziale Arbeit und Diakonie in Trägerschaft der Stiftung Das Rauhe Haus in Hamburg, wo er bis zu seiner Emeritierung 2006 lehrte.
Im Ruhestand beschäftigt er sich besonders mit dem Verhältnis von Literatur und Theologie. Er ist Mitherausgeber der Zeitschrift Junge Kirche.

## Werke
- mit Hans-Eckehard Bahr (Hrsg.): Kirchen als Träger der Revolution: Ein politisches Handlungsmodell am Beispiel der USA. Hamburg: Furche 1968 (= Konkretionen 3)
- mit Theodor Ebert: Macht von unten: Bürgerrechtsbewegung, ausserparlamentarische Opposition und Kirchenreform. Hamburg: Furche 1968 (= Konkretionen 5)
- Der neue Protestantismus: Motive und Formen der kirchlichen Kriegsopposition in den USA. Stuttgart Kohlhammer 1972 ISBN 978-3-17-071217-1
- Von Hiroshima bis Vietnam: Eindämmungsstrategie der USA und ökumenische Friedenspolitik. Darmstadt, Neuwied: Luchterhand 1973 (= Sammlung Luchterhand: Reihe Theologie und Politik 5)
- Das christliche Friedenszeugnis in der Weltpolitik: eine Fallstudie über die politische Verantwortung des Oekumenischen Rates der Kirchen während des Korea-Krieges. 1973, zugl. Bochum, Universität, Abteilung für Evangelische Theologie, Diss. 1971
- Internationalismus und Ökumene: Probleme praktizierter Solidarität. Stuttgart, Berlin, Köln, Mainz: Kohlhammer 1975 ISBN 978-3-17-001991-1 (= Urban-Taschenbücher 610: T-Reihe)
- mit Hans-Eckehard Bahr (Hrsg.): Eingriffe in die Rüstungsindustrie: Initiativen von unten. Darmstadt, Neuwied: Luchterhand 1975 ISBN 978-3-472-61186-8 (= Sammlung Luchterhand: Reihe Theologie und Politik 9)
- Ziviler Ungehorsam als christliche Tugend. Frankfurt am Main: Athenäum 1989 ISBN 978-3-610-04726-9 (= Athenäum-Taschenbücher 126)
- Die schönen Künste, das Soziale und die Gottesfrage. Bielefeld: Kleine 2001 ISBN 978-3-89370-359-3
- mit Friedhelm Grundmann, Karin Berkemann, Frank Pieter Hesse: Baukunst von morgen! Hamburgs Kirchen der Nachkriegszeit. Dölling und Galitz, München 2007, ISBN 3-93790460-3
- Barmherzigkeit und Diakonie: von der rettenden Liebe zum gelingenden Leben. Stuttgart: Kohlhammer 2008 ISBN 978-3-17-020158-3 (= Diakonie 7)
- Der Aufklärer: wie Gotthold Ephraim Lessing die Religionen zur Toleranz ermunterte. Berlin: Wichern 2010 ISBN 978-3-88981-298-8 (= Wichern Porträts)
- Was Gott den Dichtern verdankt: literarische Streifzüge und Begegnungen. Berlin: EB 2011 ISBN 978-3-86893-023-8
- "Die Stimme des Herrn im Feuer" : Hamburgs Katastrophen und ihre theologische Deutung.  Hamburg: Archiv des Kirchenkreises Hamburg-Ost 2011 (= Veröffentlichungen des Archivs des Kirchenkreises Hamburg-Ost 9), (Volltext)
- Matthias Claudius: warum der Dichter den Mond besang und das Leben lobte. Berlin: Wichern 2014 ISBN 978-3-88981-381-7 (= Wichern Porträts)
- Angst, Zorn, Klage, Scham & Freude: theologisch-ästhetische Erkundungen zu den großen Gefühlen. Kiel: Lutherische Verlagsgesellschaft 2015 ISBN 978-3-87503-184-3
- Reformation und Denkfreiheit: geistreiche Religionskritik von Heine bis Brecht. Bielefeld: Luther-Verlag 2016 ISBN 978-3-7858-0694-4 (Studienreihe Luther 11)